# Buccinum diplodetum
Buccinum diplodetum är en snäckart som beskrevs av Dall 1907. Buccinum diplodetum ingår i släktet Buccinum och familjen valthornssnäckor. Inga underarter finns listade i Catalogue of Life.